# Widsley
株式会社Widsley（ウィズリー、英: Widsley Inc.）は、東京都渋谷区に本社を置く、ソフトウェア開発企業。2013年設立。

## 沿革
- 2013年8月 - 株式会社Widsley創業システム開発事業開始
- 2015年12月 - CTISaaSのTelforceをベータリリース
- 2016年8月 - 発呼システム、制御装置、プログラム及び発呼方法の特許取得 Telforcev1リリース
- 2019年6月 - Pマーク取得
- 2020年3月 - ISMS認証取得
- 2021年6月 - TelforceをComudeskLeadにリニューアル
- 2022年1月 - ComdeskFlatベータリリース
- 2022年2月 - 資本金を7800万に増資